# You Don't Know How It Feels
You Don't Know How It Feels è un singolo estratto dall'album Wildflowers di Tom Petty, pubblicato dalla Warner Bros. Records nel 1994. È entrato nella top five dei singoli maggiormente venduti degli Stati Uniti.

## Video musicale
Il video musicale del brano, diretto da Phil Joanou, è stato girato in un'unica sequenza. Mostra Tom Petty in primo piano che canta e suona una chitarra Gibson Firebird e l'armonica, mentre sullo sfondo si vedono immagini varie, comprese quelle di un circo e di una rapina. Ha vinto l'MTV Video Music Award for Best Male Video nel 1995.

## Tracce
CD singolo USA
Testi e musiche di Tom Petty.
1. You Don't Know How It Feels – 4:49
2. Girl on LSD – 3:39

## Girl on LSD
Originariamente questa canzone, contenuta nel lato B, sarebbe dovuta comparire nell'album Wildflowers. Alla fine si è optato per questa scelta perché la casa discografica lo ritenne troppo discutibile.

## Classifiche
| Classifica (1994-95)             | Posizione massima |
| -------------------------------- | ----------------- |
| Canada (RPM)                     | 3                 |
| Stati Uniti (Billboard Hot 100)  | 13                |
| Stati Uniti (Albums Rock Tracks) | 1                 |